# Vespers (Haarla)
Vespers is het tweede studioalbum dat Iro Haarla en haar kwintet uitgaf voor het Duitse platenlabel ECM Records. Het vorige album Sky is Ruby werd uitgegeven onder UMO Jazz Orchestra, Vespers is de meer intieme kant van Haarla. Het kwintet is sinds het vorige ECM-album niet gewijzigd. Opnamen vonden plaats in de Rainbow Studio te Oslo met Jan Erik Kongshaug achter de knoppen.
Vespers verwijst naar track 2, dat is opgedragen aan de vader van Haarla.

## Musici
- Iro Haarla – harp, piano
- Mathias Eick – trompet
- Trygve Seim – sopraansaxofoon, tenorsaxofoon
- Ulf Krokfors – contrabas
- Jon Christensen – slagwerk

## Muziek
Alle van Haarla

| Nr. | Titel                        | Duur |
| --- | ---------------------------- | ---- |
| 1.  | A port of a distant shore    | 7:36 |
| 2.  | Vesper                       | 8:45 |
| 3.  | A window facing south        | 6:16 |
| 4.  | The warm currents of the sea | 6:58 |
| 5.  | Doxa                         | 4:30 |
| 6.  | Satoyama                     | 4:46 |
| 7.  | The shimmer of falling stars | 6:34 |
| 8.  | Returning home               | 7:05 |
| 9.  | Adieux                       | 7:29 |